# Nataly Arias
Pour les articles homonymes, voir Arias.
Nataly Arias, née le 2 avril 1986 dans le comté d'Arlington (États-Unis), est une footballeuse internationale colombienne qui évolue au poste de milieu de terrain.
Elle participe à deux reprises à la Coupe du monde féminine, en 2011 et 2015. Elle dispute également les Jeux olympiques d'été de 2012 et 2016.